# ونولت له شاتل
ونولت له شاتل (به فرانسوی: Vanault-le-Châtel) یک کامین در فرانسه است که در Canton of Heiltz-le-Maurupt واقع شده‌است.

## خصوصیات
ونولت له شاتل ۳۴٫۷۸ کیلومترمربع مساحت و ۱۵۵ نفر جمعیت دارد و ۱۵۰ متر بالاتر از سطح دریا واقع شده‌است.